# سباق باريس روبيه 2009
سباق باريس روبيه 2009 (بالإنجليزية: 2009 Paris–Roubaix)‏ هو سباق دراجات هوائية أقيم بتاريخ أبريل 12، تكون السباق من مرحلة واحدة وامتدّ لمسافة 259 كم بسرعة 41.3 كم/س، استغرق السباق 6 ساعة 15 دقيقة 54 ثانية. فاز به البلجيكي توم بونن وحلّ ثانيا الإيطالي فيليبو بوزاتو بينما حصل على المركز الثالث النرويجي تور هوسهوفد.

## الترتيب
| م                     | الدرّاج        | البلد   | الزمن                    |
| --------------------- | ------------- | ------- | ------------------------ |
| الفائز بالترتيب العام | توم بونن      | بلجيكا  | 6 ساعة 15 دقيقة 54 ثانية |
| الثاني                | فيليبو بوزاتو | إيطاليا |                          |
| الثالث                | تور هوسهوفد   | النرويج |                          |